# Selous viltreservat
Selous viltreservat ligger i sydöstra Tanzania och har en yta på 50 787 km² vilket gör Selous till det näst största skyddade området i Afrika som dessutom är relativt opåverkat av människan. Reservatet upptogs 1982 på Unescos världsarvslista.
Ett mycket stort antal elefanter, svarta noshörningar, geparder, giraffer, flodhästar och krokodiler lever i detta enorma ekosystem som tillsammans med Mikumi nationalpark, Udzungwabergens nationalpark och Kilombero viltkontrollområde tillsammans med buffertområden bildar ett ekosystem som omfattar mer än 90 000 km Rufijifloden och Stieglerdalen (en 100 meter djup och 100 meter bred kanjon) finns i reservatet. De flesta turistanläggningarna finns längst floddalen.
I Selous är safari till fots tillåtet, vilket inte är så vanligt. Större delen av reservatet besöks knappt av människor på grund av den stora förekomsten av tsetseflugor.

## Historia

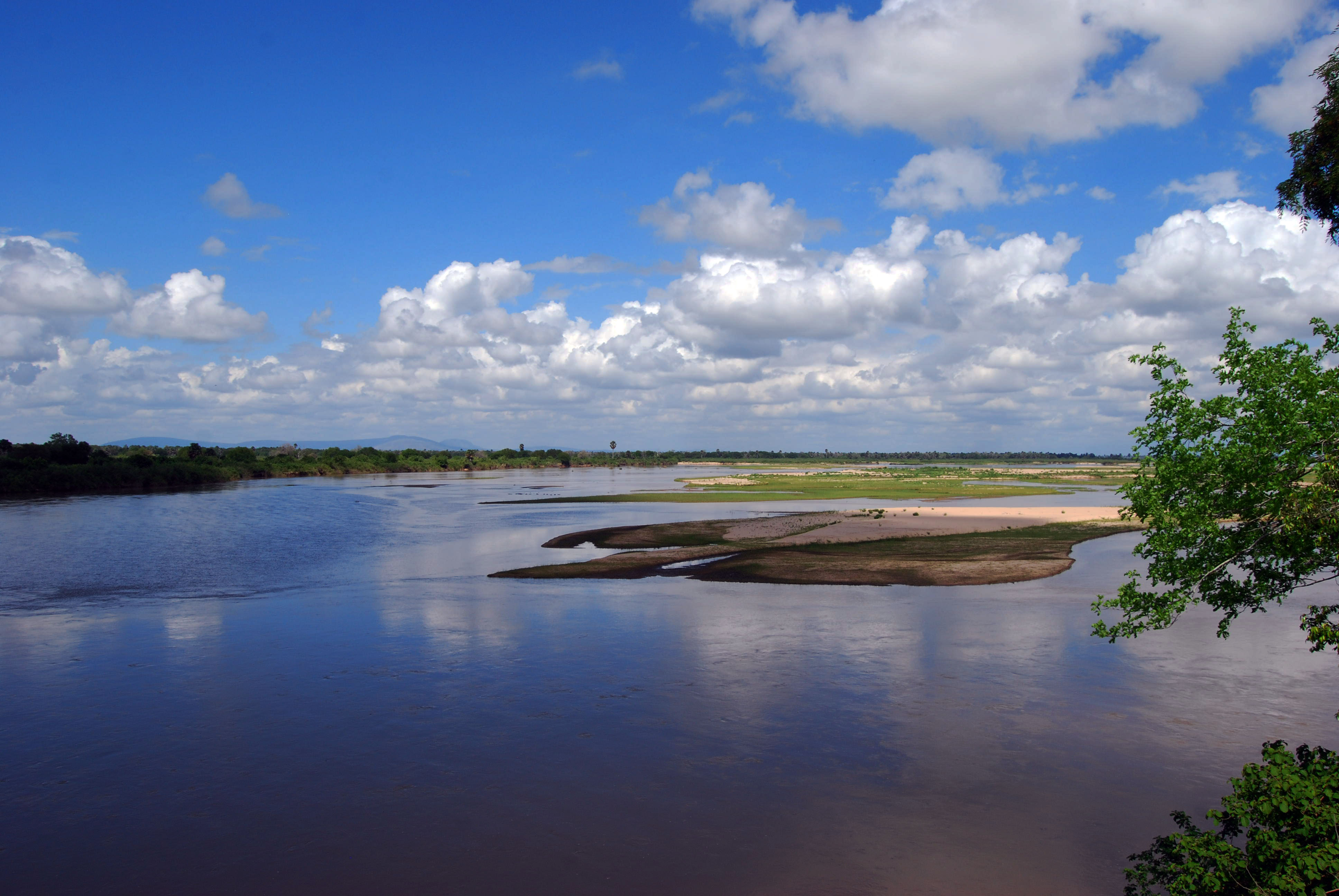
Rufijifloden i Selous viltreservat

Delar av det nuvarande området blev jaktreservat 1905 under det dåvarande protektoratet Tyska Östafrika och 1912 fanns fyra reservat i området med en sammanlagd yta på 2 500 km². 1922 kungjordes området som Selous viltreservat av britterna då de fått Tanganyika som mandatområde av Nationernas Förbund. Mellan 1936 och 1947 vidgades reservatets gränser ett flertal gånger för att inkludera elefanternas vandringar och för att flytta lokalinvånare. 1964 tillkom de närliggande Mikumi nationalpark och Kilombero viltkontrollområde. 1980 blev Selous viltreservat ett nationellt projekt som särskilt skyddat områden och reservatet upptogs som världsarv 9 december 1982. 1994 etablerades den närliggande Udzungwabergens nationalpark.
Selous är uppkallat efter den brittiske officeren, jägaren och upptäcktsresanden Frederick Selous som dödades i reservatet vid Rufijifloden 1917 av tyskarna.

## Djurliv
Selous härbärgerar flera olika habitattyper, men miomboskogen dominerar. Här är både arttätheten och artdiversiteten högre än i något annat miomboskogsområde. Cirka 400 djurarter har identifierats. Förutom tidigare nämnda arter finns stora mängder av afrikansk buffel, gnu, impala, burchells zebra, lichtensteins hartebeest, koantilop och ellipsvattenbock. Dessutom finns arter som giraff, eland, vårtsvin, lejon, gepard och leopard.
I Selous finns den största populationen av den hotade arten afrikansk vildhund. Svart noshörning finns i reservatet, men antalet har minskat från 3000 år 1981 till 100-400 år 2012.

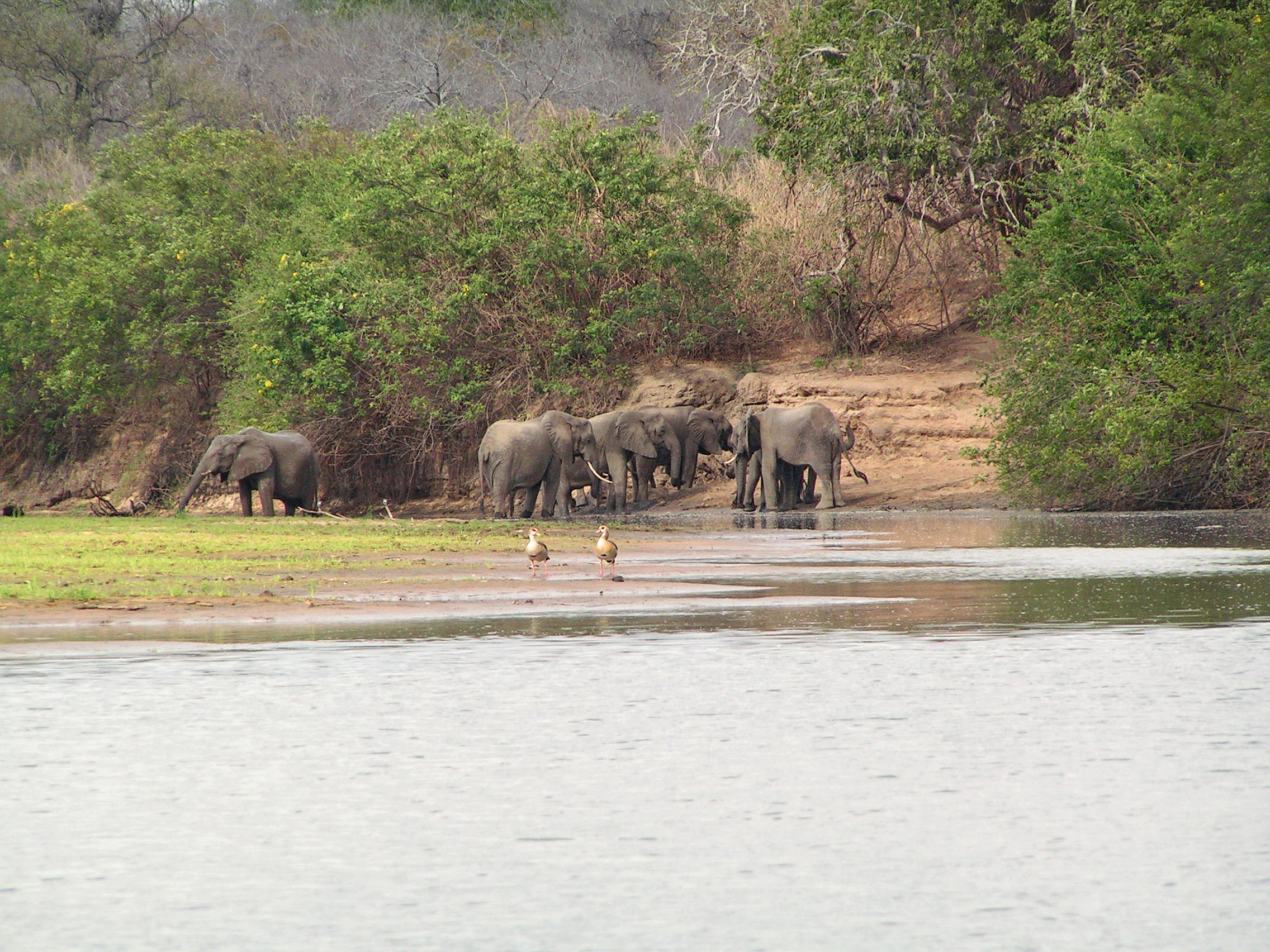
Elefanter
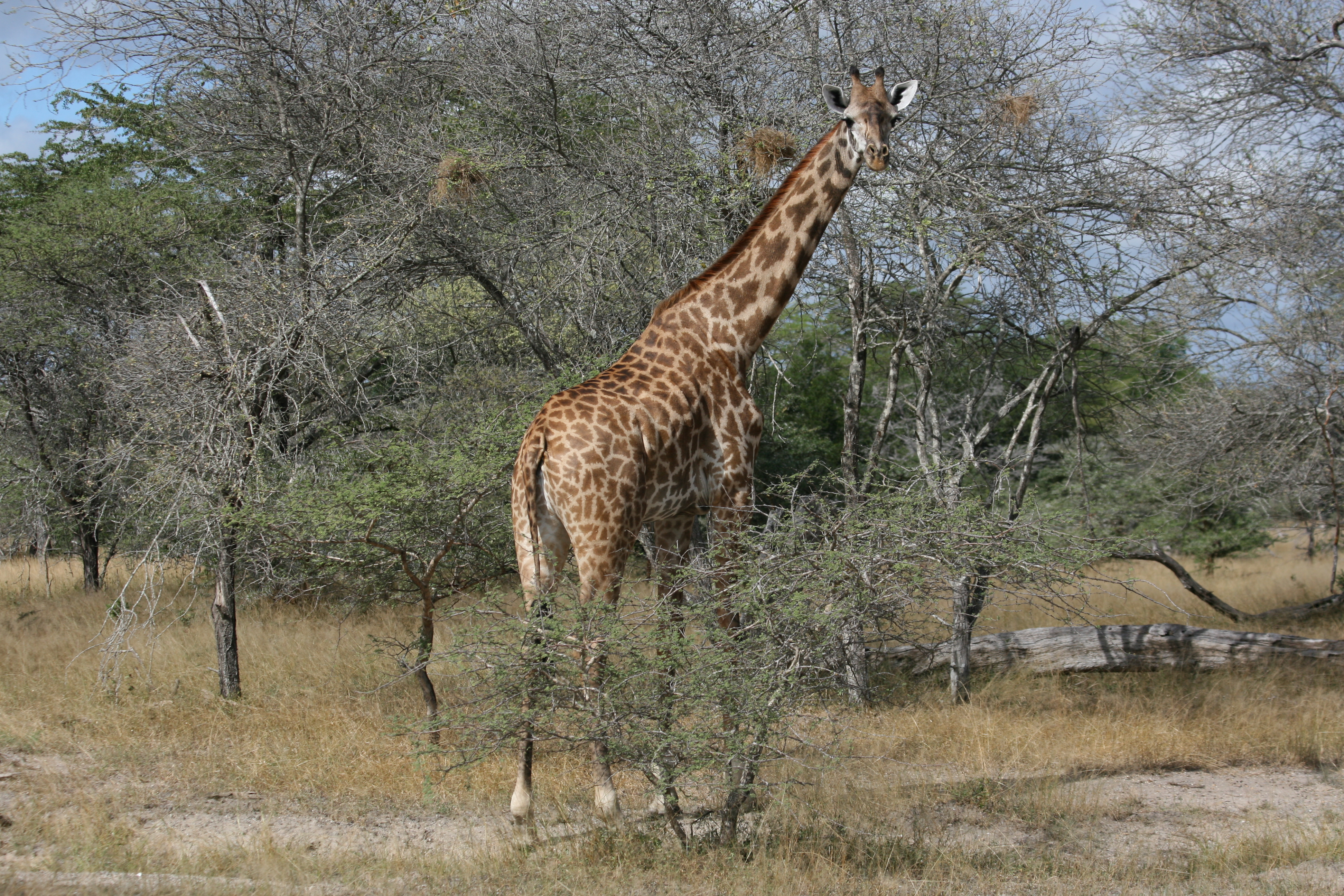
Giraff
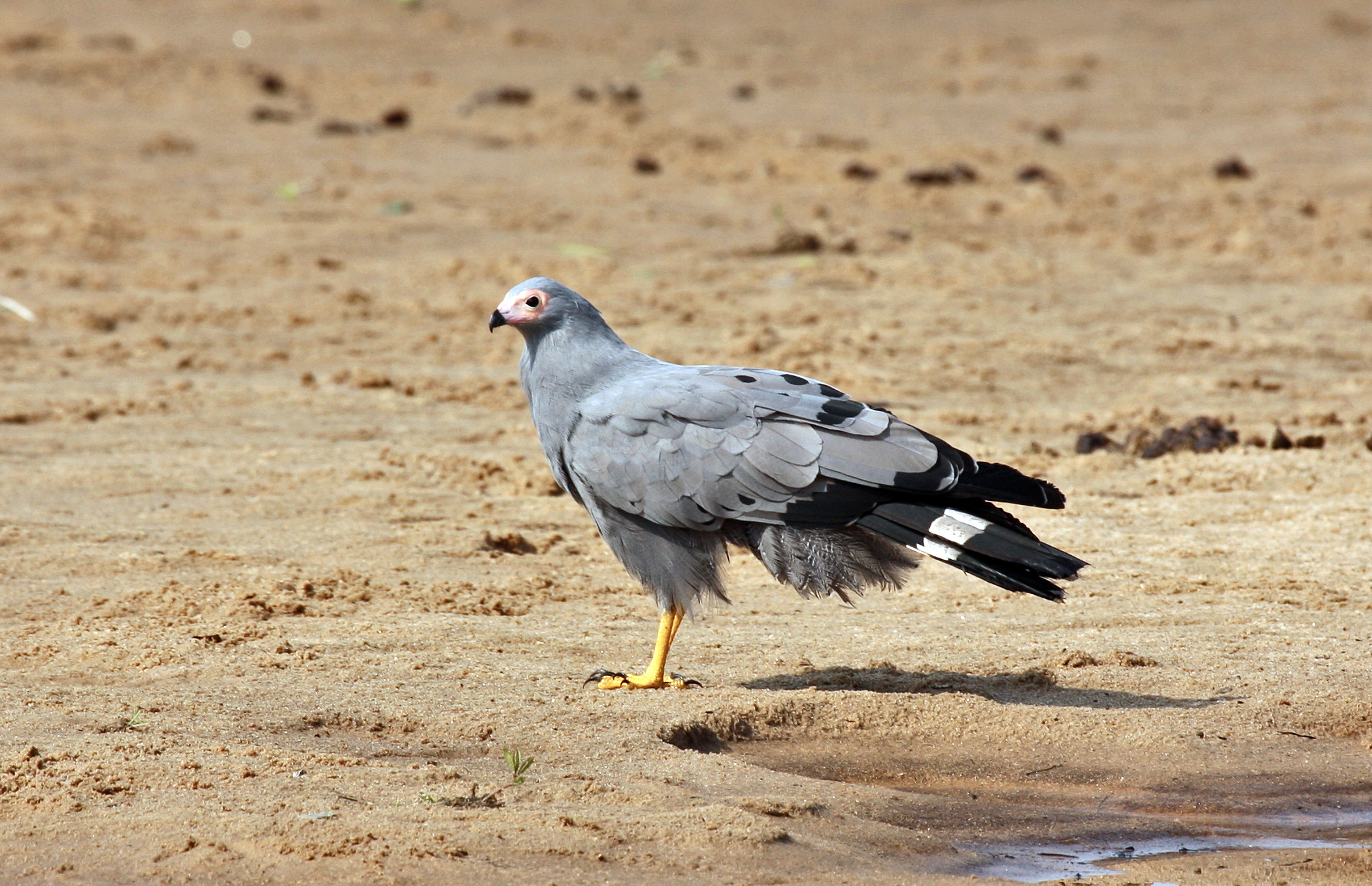
Afrikansk klätterhök

Selous har ett rikt fågelliv med minst 350 arter, exempelvis knöland, sydlig markhornkorp, gycklarörn, malawispett, vitkronad vipa och udzungwahöna.

## Säsong
Den bästa tiden för att se viltet är torrperioden från juni till november. Mellan december och februari är fortfarande förutsättningarna att se viltet goda, men det kan vara ganska varmt och fuktigt. Regnperioden från januari till april är bästa tiden för fågelskådning. Under regnperioden blir många vägar svårfarbara.

## Kommunikationer
Bilvägen in i Selous fungerar bara under torrperioden. De flesta flyger in från Dar es-Salaam.